# Jana (Sängerin)
Dragana Todorović (* 15. März 1974 in Babin Most bei Obilić, Sozialistische Föderative Republik Jugoslawien), Künstlername: Jana, ist eine serbische Turbo-Folk-Sängerin.

## Leben
Dragana Todorović wuchs in Babin Most in Obilić nahe Priština auf. Sie lebt in München und arbeitet in Serbien und Bosnien und Herzegowina. Todorović gibt Svetlana Ražnatović, Marta Savić und Šaban Šaulić als ihre engsten Kollegen an. Ihr Ehemann Ivan Todorovic gründete die Medienfirma „VIP“ („VIP Production“, dem heutigen BN Music).

## Karriere
Seit 1992 hat sie zehn Alben herausgebracht. Zu ihren bekanntesten Hits gehören Ostavi mi drugove („Lass mir meine Freunde als Trauzeugen da“), Šta će ti pevačica? („Wozu brauchst du eine Sängerin?“) oder I lomi i moli („Und zerstöre und bete“).

## Diskografie

### Alben
- 1992: Imam moć
- 1998: Sokolica
- 1999: Prolaznica
- 2000: Ostavi mi drugove
- 2001: Prevara do prevare
- 2002: 5
- 2003: Zidovi
- 2005: Malo magije
- 2007: Kući, kući
- 2011: Jana Dva

### Live-Alben
- 2005: Live!

### Singles (Auswahl)
- 2000: Ostavi mi drugove
- 2000: Odvedi Me Srećo
- 2001: Barabar
- 2002: Šta će ti pevačica
- 2011: Jana 2 (Original: Babutsa – Yanayım Yanayım)
- 2017: Pevačica (mit MC Stojan & Djani)
- 2018: Vesti (mit Mirko Plavšić)
- 2021: Treca princeza (mit Nadica Ademov)
- 2022: Tajkun (mit MC Stojan & Djani)
- 2022: Lomi I Moli